# Луиш Фелипе Сколари
Луиш Фелипе Сколари (на португалски: Luiz Felipe Scolari, изговаря се най-близко до Луиш Фелипи Скулари) е бивш бразилски футболист и настоящ треньор по футбол. Произхожда от италианско семейство, което емигрира в Бразилия. Корените му са от Венеция. Известен в родината си с прозвището „Филипао“, а извън нея с „Големия Фил“.

## Футболна кариера
Футболната кариера на Сколари не преминава особено успешно.

## Треньорска кариера
Сколари постига всичките си големи успехи във футбола като треньор. Първият е през 2002 година, когато на Световното първенство става световен шампион с Бразилия. След това поема националния отбор на Португалия, с който печели сребърен медал на Европейското първенство през 2004 и четвърто място на Световното първенство през 2006. Като треньор на Португалия подава оставка през 2008 година, след отпадането от Германия на четвъртфиналите на Европейското първенство през 2008. След това до средата на 2009 води Челси. Завръща се в националния отбор на Бразилия през 2012 и на следващата година печели Интерконтиненталното първенство. Сколари води бразилския национален отбор и на Световното първенство в Бразилия през 2014, което завършва с болезнена загуба на полуфиналите от Германия с 1:7. Последвалото поражение от Холандия с 0:3 в мача за бронзовите медали коства поста на Сколари. След това той се завръща като треньор в Гремио.

## Успехи
КЛУБНИ
- Шампион на Бразилия: (Гремио) 1996
- Купа на Бразилия (3) Крисиума 1991, Гремио 1994, Палмейрас1998
- Копа Либертадорес (2) Гремио 1995, Палмейрас 1999
- Купа на Южна Америка: Гремио 1996
- Купа Меркосур Палмейрас 1998

НАЦИОНАЛНИ
- Световен шампион 2002 Бразилия
- Вице Европейски шампион 2004 Португалия

ЛИЧНИ
- Треньор № 1 на Южна Америка (2) 1999 и 2002 [1]
- Треньор на годината от ФИФА 2002